# Палтус атлантичний
Палтус атлантичний (лат. Hippoglossus hippoglossus) — риба родини камбалові.

## Розповсюдження
Вид поширений у помірних та арктичних водах північної Атлантики, від Лабрадору та Гренландії до Ісландії, Баренцевого моря і аж до півдня, таких районів як Біскайська затока та Вірджинія.

## Будова
Риба має великий розмір, який може досягати довжини до 4,7 м і ваги 320 кг. Атлантичний палтус як і всі представники камбалових має сплющене набік тіло і зазвичай лежить на лівій його частині, при цьому обидва ока під час розвитку мігрують в праву частину голови. Його верхня поверхня рівномірно темного-шоколадного, оливкового або сірого кольору, іноді може бути майже чорною; нижня сторона бліда. Кінець хвостового плавника увігнутий. Молоді риби блідіші та мають більш строкате забарвлення.

## Спосіб життя та розмноження
Вид є демерсальною рибою, що мешкають на піщаних, гравійних або глинистих ґрунтах на глибинах від 50 до 2000 м. Діапазон температури води, у якому мешкає палтус атлантичний коливається від 3 до 8 °C. Є ненажерливим хижаком, який харчується зазвичай рибою, іноді ракоподібними та молюсками. Об'єктом полювання є різноманітна риба, яка мешкає у районі де палтус влаштовує свою засідку. У своєю чергою, він стає здобиччю тюленів і особливо гренландської акули, для якої вони є найважливішим елементом раціону.. Палтус атлантичний здатний мігрувати на великі відстані.
Атлантичний палтус має відносно повільний темп росту і пізній період настання статевої зрілості. Чоловічі особини досягають зрілості у віці від семи до восьми років, жіночі — від 10 до 11 років, тривалість життя складає до 50 років. Про їх розмноження відомо мало, їх нерест є сезонним, хоча терміни його дещо відрізняються залежно від місця розташування популяції. Палтус є видом, що зникає, через повільний темп росту та попередній перелов.

## Значення
Палтус атлантичний має велике промислове значення. М'ясо має гарні смакові якості. Але внаслідок скорочення чисельності квоти на вилов суворо лімітовані. Також часто трапляється як прилов при використанні донного трала. МСОП класифікує скорочення чисельності як небезпечну, її відновлення не очікується найближчим часом. Це спонукало США заборонити риболовлю на атлантичного палтуса. Є цікавим об'єктом спортивного лову внаслідок свого розміру.